# تشين تاو
تشين تاو (بالصينية: 陈涛) (11 مارس 1985 بآنشان في الصين - ) هو لاعب كرة قدم صيني في مركز الهجوم، شارك في الألعاب الأولمبية الصيفية 2008. وشارك مع منتخب الصين تحت 20 سنة لكرة القدم ومنتخب الصين تحت 23 سنة لكرة القدم ومنتخب الصين لكرة القدم. أما مع النوادي، فقد لعب مع داليان ييفانغ وشانغهاي غرينلاند شينهوا ونادي تيانجين تيدا ونادي غوانغجو آر أند إف.

## وصلات خارجية
- تشين تاو على موقع الاتحاد الدولي (مؤرشف)  (الإنجليزية)
- تشين تاو على موقع قاعدة بيانات كرة القدم.إي يو (الإنجليزية)
- تشين تاو على موقع ناشيونال فوتبول تيمز (الإنجليزية)
- تشين تاو على موقع Soccerway.com (الإنجليزية)
- تشين تاو على موقع أوليمبيديا (الإنجليزية)
- تشين تاو على موقع اللجنة الأولمبية الصينية (الإنجليزية)